# 像高尔德一样好
像高尔德一样好（Good as Gold）是美国著名作家约瑟夫·海勒的第三部长篇小说。

## 历史
1979年出版。该小说通过一位美国犹太裔大学教授畸形的精神世界的展示，深刻地提示了美国官僚政治的腐败，是用黑色幽默风格写成的二战后美国最优秀的政治讽刺小说之一。小说的主人公高尔德既是犹太政治家，前国务卿基辛格的崇拜者，却又表示看不起基辛格，厌恶基辛格，可是在心中则日日夜夜想着自己也成为基辛格。小说还涉及到高尔德本人以及周围人的堕落的私生活和空虚的精神世界，是上层阶级的绝妙写照。